# Département de Kani
Le département de Kani est un département de la région de Worodougou en Côte d'Ivoire. 